# Прапор Хорова
Прапор Хорова — офіційний символ села Хорів, Рівненського району Рівненської області, затверджений 19 червня 1998 р. рішенням сесії Хорівської сільської ради. 
Автори — А. Гречило та Ю. Терлецький.

## Опис
Квадратне полотнище, розділене горизонтально ламаною лінією М-подібно на дві частини, на верхній жовтій смузі зелений листок конюшини, на нижній чорній — два білі листки конюшини.

## Значення символів
Ламані лінії вказують на одну з версій про походження назви поселення від горбистої місцевості (Горів), листки конюшини, золоте та чорне поля свідчать про багатство й урожайність земель села.